# Sven Delblanc
Sven Axel Herman Delblanc, född 26 maj 1931 i Swan River i Manitoba i Kanada, död 15 december 1992 i Uppsala, var en svensk författare och litteraturvetare. Han anses av vissa som en av efterkrigslitteraturens främsta författare[källa behövs] och skrev under sin verksamma tid ett flertal romaner och pjäser till radio och scenteater.

## Biografi
Delblanc föddes i Kanada men växte huvudsakligen upp i Sverige, på gården Mölna Övre, väster om Vagnhärad i Södermanland. Han var son till Siegfrid Axel Herman Delblanc och Anna, född Nordfeldt. Föräldrarna skilde sig 1942, och fadern flyttade 1946 tillbaka till Kanada där han gifte om sig. Farfadern, Friedrich Hermann Delblanc, var boktryckare i Stockholm, men bördig från Leipzig i Sachsen. Moderns släkt kom från Väse i Värmland, och mormodern från Norge. Släkten Delblanc levde under 1300-talet i södra Frankrike i närheten av Le Puy men en anfader deserterade under Napoleon I till Tyskland. Morfadern Axel Nordfält var inspiration till rollfiguren Samuel i Samuels bok (1981). Från 1955 till sin död var Delblanc gift med Christina Ekegård (f. 1935). Tillsammans fick de två barn, dottern Anna (f. 1960) och sonen Fredrik (f. 1967).
Delblanc blev fil. mag. 1956, fil. lic. 1959 och fil. dr 1965, allt vid Uppsala universitet, där han från 1965 var docent i litteraturhistoria. Han var gästprofessor vid Berkeley-universitetet i Kalifornien 1968–1969, och 1976 installerades han som hedersledamot vid Södermanlands-Nerikes nation i Uppsala. Åren 1987–1989 var han tillsammans med Lars Lönnroth redaktör för band I–V i Den svenska litteraturen. Han utgav även skrifter av bl.a. Viktor Rydberg, August Strindberg, Selma Lagerlöf och Herman Bang. Som skribent medverkade Delblanc i flera tidskrifter och tidningar, bl.a. Artes, BLM, Samlaren, Expressen och Svenska Dagbladet. Före sin död utpekades han ibland som författaren bakom pseudonymen Bo Balderson.
Sitt stora folkliga genombrott fick Delblanc med sin romansvit om Hedeby, ett fiktivt samhälle i Södermanland, som omfattar böckerna Åminne (1970), Stenfågel (1973), Vinteride (1974) och Stadsporten (1976). TV-serien Hedebyborna, som Delblanc själv skrev manus till, bygger på de tre första böckerna i romansviten.
Mot slutet av sitt liv insjuknade Delblanc i cancer. Delar av sin sista bok, den postumt utgivna Agnar (1993), skrev han på maskin med endast vänster pekfinger, eftersom cancern hade spridit sig till hans högra underarm och hand. ”Det betyder ju mindre om jag ännu vill skriva. Med ett pekfinger kan man skapa en värld”, skriver han i bokens sista kapitel, som han avslutade i juni 1992.
Sven Delblanc avled den 15 december 1992. Han ligger begravd på Hammarby kyrkogård söder om Uppsala, några kilometer från villaförorten Sunnersta där han bodde.

## Verk

### Publicerad dramatik
- 1964 – Ariadne och påfågeln (radiopjäs)
- 1965 – Göm dig i livets träd (radiopjäs)
- 1966 – Robotbas (publicerad i Dialog nr 2 1966)
- 1967 – Vingar (radiopjäs)
- 1969 – Fångvaktare (ursprungligen publicerad i utdrag i Konkret nr 2 1968)
- 1973 – Gettysburg (radiopjäs)
- 1974 – Stark
- 1977 – Kastrater (uppförd på Dramaten i bearbetning av Per Verner-Carlsson)
- 1977 – Morgonstjärnan
- 1978 – Den arme Richard (uppförd på Dramaten 1978)
- 1979 – Väntrummet (radiopjäs)
- 1982 – Senecas död
- 1988 – Damiens

### Manuskript för TV
- 1968 – Lekar i kvinnohagen (TV-serie) (manus)
- 1978 – Hedebyborna (TV-serie) (manus)
- 1986 – Prästkappan (TV-serie) (bok)
- 1990 – Kära farmor (TV-serie) (manus)
- 1992 – Maskeraden (TV-serie) (manus)
- 1993 – Hemresa (manus, TV-teatern gjordes efter hans död[10])

### Opublicerad dramatik
- 1968 – Lekar i kvinnohagen (TV-drama)
- 1970 – Telefonservice (radiopjäs)
- 1972 – Disputationen (TV-drama)
- 1992 – Maskeraden (TV-drama)
- 1993 – Hemresa (TV-drama)

### Övrig skönlitterär produktion
- 1964 – Generalens natt (novell, Bonniers litterära magasin nr 33. Publicerad i bokform i Ny svensk berättarkonst, red. Lars Gustafsson och Daniel Hjorth 1966)
- 1965 – Om Trosaån och om kykloper (novell, Bonniers litterära magasin nr 34)
- 1966 – Frälsare (novell, Bonniers litterära magasin nr 35)
- 1966 – Kreators suckan. Hommage à Paracelse (dikt, Horisont nr 13)
- 1968 – Högt liv i Manitoba (novell, Böckernas värld nr 3 1968)
- 1968 – Novell (Bonniers litterära magasin nr 37)
- 1970 – Teatern brinner! (novell, Dagens Nyheter 24/12 1970)
- 1971 – Jag tänker ofta på Lucky (novell, Böckernas värld nr 6 1971)
- 1971 – Zeinab, Goldar ... (novell, Dagens Nyheter 5/12 1971)

## Priser och utmärkelser
- 1965 – Aftonbladets litteraturpris
- 1965 – Litteraturfrämjandets stipendiat
- 1970 – BMF-plaketten för Åminne
- 1970 – Svenska Dagbladets litteraturpris
- 1970 – Litteraturfrämjandets stora romanpris
- 1971 – Zornpriset
- 1974 – Sixten Heymans pris
- 1981 – BMF-plaketten för Samuels bok
- 1981 – Signe Ekblad-Eldhs pris
- 1982 – Nordiska rådets litteraturpris för Samuels bok
- 1984 – Lundequistska bokhandelns litteraturpris
- 1985 – Övralidspriset
- 1986 – Pilotpriset
- 1989 – Kellgrenpriset
- 1990 – Litteris et Artibus
- 1991 – Professors namn
- 1991 – Augustpriset för Livets ax
- 1991 – BMF-plaketten för Livets ax
- 1992 – Gerard Bonniers pris